# Darmstadt D-18
 (avril 2009).
Si vous disposez d'ouvrages ou d'articles de référence ou si vous connaissez des sites web de qualité traitant du thème abordé ici, merci de compléter l'article en donnant les références utiles à sa vérifiabilité et en les liant à la section « Notes et références ».
Le Darmstadt D-18 est un avion de sport et de grand tourisme dessiné par F.Fecher et construit par l'Akaflieg Darmstadt, en Allemagne, durant l'entre-deux-guerres.

## Origine
En 1927, F.Fecher et F.Fritz dessinent pour un concours organisé par l’Akaflieg (en) et la société Röhn-Rossitten-Gesellschaft un biplan original qui remporte le prix du meilleur projet. Cet appareil désigné Akaflieg D-16 devait peser 210 kg à vide pour une envergure de 7,8 m avec un moteur de 40 ch. Mis en chantier, il a été modifié avant achèvement, le concepteur ayant décidé de renforcer la structure et d'adapter un moteur plus puissant, le moteur en étoile Armstrong Siddeley Genet (en) de 88 ch, devenant le D-18, un seul avion a été construit en 1929.
Il s'agissait d'un biplan biplace en tandem à ailes décalées. La voilure était composée de deux plans cantilever de forme identique. Le plan supérieur, sans surfaces mobiles, était soutenu par une courte cabane en avant du pare-brise du pilote, le plan inférieur, avec ailerons, passait sous le fuselage, en arrière du train d’atterrissage principal sans essieu. Construit en bois en toile, équipé d’un moteur Armstrong Genet (en) et aménagé avec 2 postes ouverts en tandem, le prototype [D-1561] fut achevé en 1929.

## Trois records et deux échecs
Les essais étant prometteurs, l’appareil fut transféré au Deutsche Versuchsanstalt für Luftfahrt (DVL) de Berlin pour homologation avant de participer au challenge international de tourisme (Numéro de course B5). Il fut victime d’un accident, abandonnant la première place à Morzik sur Messerschmitt M-23. Réparé et équipé d’un Armstrong Genet Major (en), il établit trois records internationaux en 1930 : Le 21 avril Voight et Daulé atteignirent 7 521 m ; le 23 avril R.Neininger et K.Stark relia Darmstadt à Wiesbaden à 214,848 km/h de moyenne et le 23 mai Voight atteignit l’altitude de 8 142 m.
Pour participer à l’édition 1930 du challenge international de tourisme le biplan (Numéro de course 04) fut équipé d’une cabine fermée qui faisait passer le poids à vide de l’appareil de 320 à 374 kg. Victime à nouveau de problèmes de moteur, Neininger dut poser son appareil en Méditerranée.

## Un dérivé
Biplan biplace d’école réalisé en 1931 par F. Fecher selon la même formule, le Darmstadt D-22 voyait son moteur en étoile d’importation remplacé par un Argus As 8 (en) en ligne de 150 ch. 3 appareils devaient être construits, mais 2 seulement furent achevés. Le premier fut vendu en Grande-Bretagne et détruit sur accident en janvier 1932, le second [D-2222] livré au Reichsverkehrsministerium.